# Света Троица (Мездрея)
Вижте пояснителната страница за други значения на Света Троица.
„Света Троица“ е православна църква в монтанското село Мездрея, част от Видинската епархия на Българската православна църква.

## Местоположение
Църквата е гробищен храм, разположен в северната част на селото.

## История
Храмът е построен в 1893 година от лазарополските дебърски майстори Петър Христов, Атанас и Манол. Петър Христов изрязва иконостаса и кръста с разпятието, докато тайфата на Мирон Илиев, в която влизат Велко Илиев, Григор Петров, Саве Попбожинов и Мелетий Божинов, изработва стенописите. В архитектурно отношение е базилика с купол.